# Eragrostis amabilis
Eragrostis amabilis é uma planta da família Poaceae, nativa na África e principalmente em Maurícia. É usada para jardins e gramas ocidentais.